# Microchiroptera
Sous-ordre
Familles de rang inférieur
- Craseonycteridae
- Emballonuridae
- Furipteridae
- Megadermatidae
- Molossidae
- Mormoopidae
- Mystacinidae
- Myzopodidae
- Natalidae
- Noctilionidae
- Nycteridae
- Phyllostomidae
- Rhinolophidae
- Rhinopomatidae
- Thyropteridae
- Vespertilionidae

Les microchiroptères (Microchiroptera) constituaient un sous-ordre des chiroptères (ou chauves-souris) jusqu'aux révisions systématiques du début des années 2000 à l'aide d'outils génétiques. On les appelait également « chauves-souris insectivores », « chauves-souris utilisant l'écholocation », « petites chauves-souris » ou « vraies chauves-souris ». Tous ces noms sont cependant inadaptés car tous les microchiroptères ne sont pas insectivores et certains sont plus gros que les plus petits mégachiroptères. Surtout, la systématique de l'Ordre des Chiroptères a été revue et corrigée à l'aide de données moléculaires. Les sous-ordres Microchiroptera et Megachiroptera ont laissé la place aux sous-ordres Yinpterochiroptera (Mégachiroptères + quelques familles de Microchiroptères) et les Yangochiroptera (les familles de Microchiroptères restantes).
Cette classification est cependant très récente (les années 2000) et n'est pas encore rentrée dans les mœurs.
Les caractères distinctifs des microchiroptères par rapport aux mégachiroptères sont :
- Les microchiroptères utilisent intensivement l'écholocation, contrairement aux mégachiroptères.
- Les microchiroptères n'ont pas de griffes à l'index des pattes antérieures.
- Les oreilles des microchiroptères ne forment pas un anneau fermé : les bords sont séparés l'un de l'autre à la base de l'oreille.
- Les microchiroptères n'ont pas de sous-poil : ils n'ont que des poils épais ou sont glabres.

La plupart des microchiroptères sont insectivores. Certaines des espèces les plus grandes chassent des oiseaux, des lézards, des grenouilles et même des poissons. Il existe, en Amérique du Sud des microchiroptères qui se nourrissent du sang des grands mammifères, appelés chauves-souris vampires. Les microchiroptères mesurent entre 4 et 16 cm de longueur.

## Écholocation
Les chauves-souris sont les exemples les plus connus d'animaux utilisant l'écholocation. Tous les microchiroptères l'utilisent. Le seul mégachiroptère connu à l'utiliser est du genre roussette (Rousettus), bien que son système d'écholocation soit différent de celui des microchiroptères. Le système d'écholocation des chauves-souris est souvent appelé biosonar.
Les microchiroptères génèrent des ultrasons via leur larynx. Ce son est émis par leur nez et leur bouche. La fréquence d'émission varie entre 14 000 et 100 000 hertz, bien au-delà de ce que l'oreille humaine peut percevoir (l'oreille humaine moyenne perçoit les sons entre 20 Hz et 20000 Hz). Un groupe de vocalisations émises permet d'explorer l'environnement.
Certains papillons ont développé une protection contre les chauves-souris. Elles sont capables d'entendre les ultrasons émis par ces dernières, ce qui leur permet de s'enfuir ou de stopper le battement de leurs ailes pour cacher leur écho caractéristique qui risquerait de les faire être détectées. Pour contrer cette parade, les chauves-souris peuvent cesser d'émettre leurs ultrasons à l'approche de leur proie afin d'éviter d'être repérées.

## Protection
- Toutes les espèces de chauves-souris présentes en France sont intégralement protégées par l'Arrêté Ministériel du 17 avril 1981 relatif à la protection de l'environnement.
- Depuis 1979, au niveau international, la Convention de Bonn et la Convention de Berne demandent aux états contractants d'assurer la protection de toutes les espèces de chauves-souris décrites dans les annexes, ainsi que la protection des gîtes de reproduction et d'hibernation.
- En 1992, la Directive "Habitat - Faune - Flore" demande aux pays de la Communauté Européenne la protection stricte de toutes les espèces de chiroptères (elles figurent à l'annexe IV), ainsi que la désignation de Zones Spéciales de Conservation pour les 12 espèces figurant à l'annexe II.
- 19 espèces sont classées dans la liste rouge de la faune menacée de France et 13 espèces sont présentes sur la liste rouge mondiale.

## Classification
Cette classification est celle établie par Simmons et Geisler (1998):
- super-famille Emballonuroidea
  - famille Emballonuridae, Gervais, 1856 (sac-winged bats or sheath-tailed bats)
- super-famille Rhinopomatoidea
  - famille Rhinopomatidae, Bonaparte, 1838 (mouse-tailed bats)
  - famille Craseonycteridae, Hill, 1974 (Bumblebee Bat or Kitti's Hog-nosed Bat)
- super-famille Rhinolophoidea
  - famille Rhinolophidae, Gray, 1825 (horseshoe bats)
  - famille Nycteridae, Van der Hoeven, 1855 (hollow-faced bats or slit-faced bats)
  - famille Megadermatidae, H. Allen, 1864 (faux-vampires)
- super-famille Vespertilionoidea
  - famille Vespertilionidae, Gray, 1821 (vesper bats or evening bats)
- super-famille Molossoidea
  - famille Molossidae, Gervais, 1856 (free-tailed bats)
  - famille Antrozoidae (pallid bats)
- super-famille Nataloidea
  - famille Natalidae, Gray, 1866 (funnel-eared bats)
  - famille Myzopodidae, Thomas, 1904 (sucker-footed bats)
  - famille Thyropteridae, Miller, 1907 (disk-winged bats)
  - famille Furipteridae,Gray, 1866 (smoky bats)
- super-famille Noctilionoidea
  - famille Noctilionidae, Gray, 1821 (bulldog bats or fisherman bats)
  - famille Mystacinidae, Dobson, 1875 (New Zealand short-tailed bats)
  - famille Mormoopidae, Saussure, 1860 (ghost-faced bats or moustached bats)
  - famille Phyllostomidae, Gray, 1825  (leaf-nosed bats)

## Sources
- Yves Tupinier: L'univers acoustique des chiroptères d'Europe Société linnéenne de Lyon, 1996,  (ISBN 2-9505514-7-5)
- Michel Barataud: Ballades dans l'inaudible Sitelle, 1996,  (ISBN 2-908815-05-2)